# Instal·lació esportiva

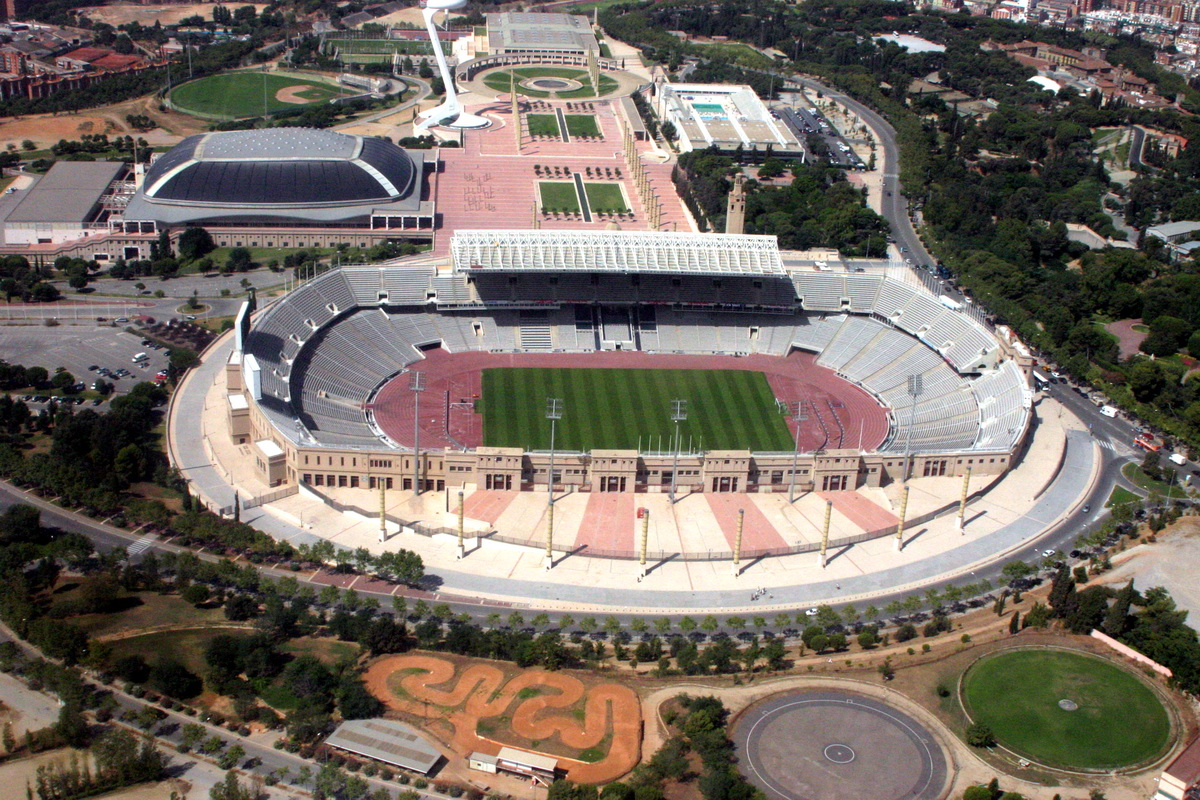
Vista aèria de l'Anella Olímpica de Montjuïc.

Una instal·lació esportiva és aquell lloc o espai proveït dels mitjans necessaris per a l'aprenentatge, la pràctica i la competició d'un o més esports. Les instal·lacions esportives es componen d'un o més espais esportius específics per a la pràctica un esport. Exemples d'instal·lacions esportives són els estadis, els pavellons esportius, velòdroms, pistes de tennis, gimnasos, piscines, canals de rem i piragüisme, ports esportius, estacions d'esquí, circuits de bicicletes, camps de tir, camp de golf, etc.
Es diferencien diversos tipus d'instal·lacions esportives, per una part, aquells espais esportius que s'han construït específicament per al desenvolupament de pràctiques esportives, per tant, tenen una utilització bàsicament esportiva i una voluntat de permanència, i per l'altra, els espais no estrictament esportius però que es fan servir com a suport d'aquestes pràctiques.

## Grups d'espais esportius
Els espais esportius es classifiquen en tres grups:

### Espais convencionals
Espais construïts per a la pràctica esportiva corresponent a les tipologies més tradicionals. Disposen de referents reglats amb dimensions establertes encara que no en tots els casos s'hi ajusten. Els espais convencionals són els espais de pràctica característics d'instal·lacions com: pistes, pavellons, frontons, camps, piscines a l'aire lliure, piscines cobertes, sales, velòdroms, pistes d'atletisme, etc.
Atenent a les característiques físiques i dimensionals del diferents espais convencionals es diferencien els següents subgrups:
- Pistes - Espais esportius de forma rectangular definits pel paviment o delimitació perimetral. Normalment incorporen els elements i marcatges de les activitats que s'hi poden desenvolupar. Les pistes poliesportives són les que permeten la pràctica de diversos esports (bàsquet, futbol sala, handbol, voleibol, …). Les especialitzades tenen unes característiques adaptades per a la pràctica d'un determinat esport (tennis, gel, petanca, …). Les pistes situades en recintes tancats, juntament amb els seus espais complementaris donen lloc a pavellons. Les pistes tenen una limitació de superfície, normalment a partir dels 1.500 m2 comencen a considerar-se com a camps.
- Pistes amb paret - Espais esportius com les pistes però que disposen d'una o diverses parets que s'utilitzen per al desenvolupament de l'activitat. Les pistes poliesportives amb frontó tenen com a mínim dues parets que permeten la pràctica de diversos esports, de pista i de frontó. Els frontons, esquaixos, trinquets i les pistes de pàdel són pistes especialitzades amb característiques adaptades a la pràctica de determinats esports.
- Camps - Espais esportius de forma rectangular definits pel paviment o tanca perimetral que normalment incorporen els marcatges de les activitats que s'hi poden desenvolupar. La superfície dels camps normalment supera els 1.500 m². Els camps poliesportius permeten la pràctica de diversos esports (futbol, hoquei, rugbi, …).

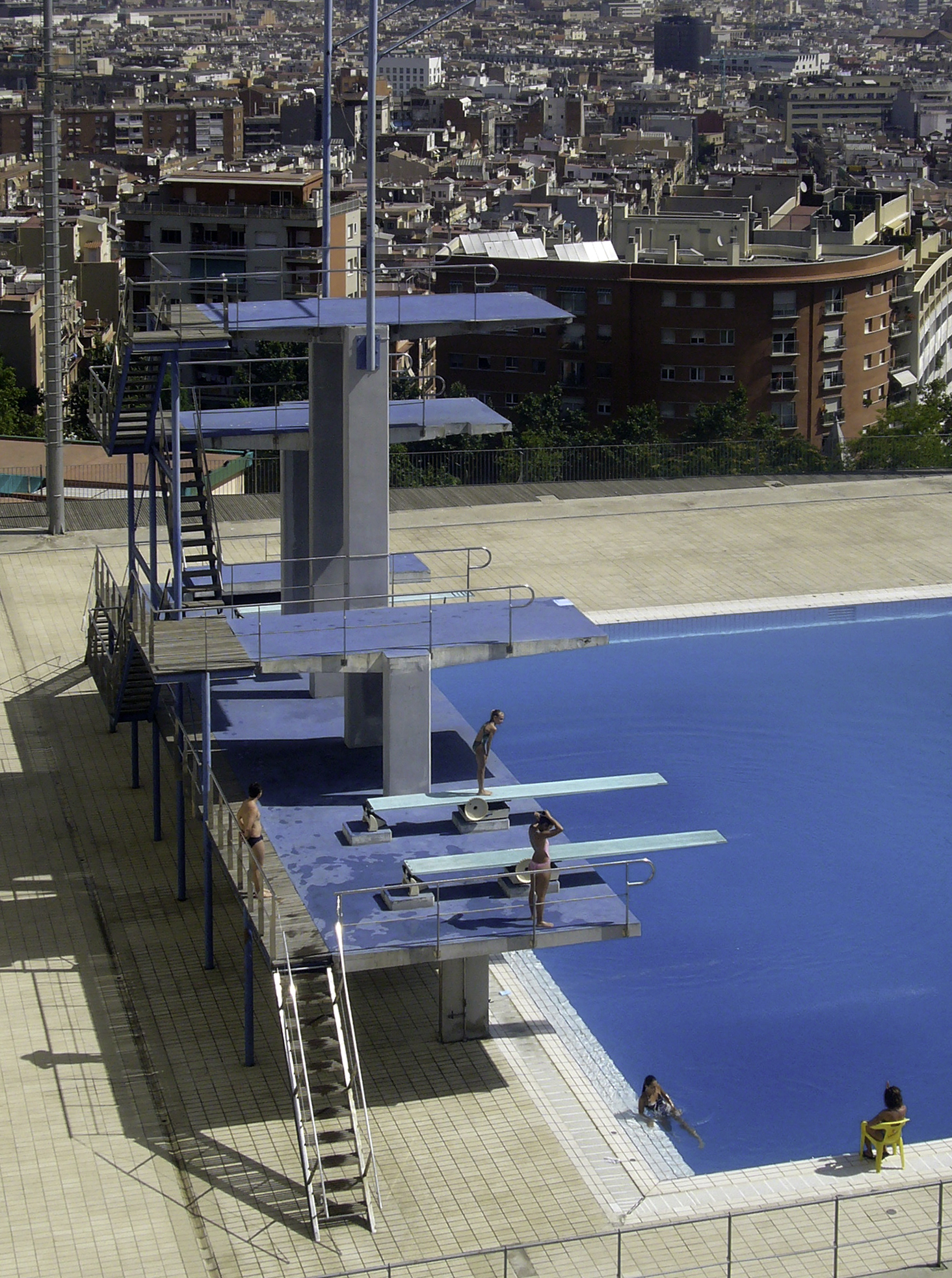
Piscina municipal de Montjuïc

- Piscina municipal de MontjuïcEspais longitudinals - Espais esportius que es caracteritzen pel fet que l'activitat es desenvolupa seguint un recorregut, per això la longitud és determinant i predomina sobre l'ample. S'emmarquen en aquest grup els velòdroms, patinòdroms, les pistes d'atletisme i la resta d'espais longitudinals d'atletisme.
- Vasos de piscina - Espais esportius que es caracteritzen pel fet que l'activitat es desenvolupa al medi aquàtic, per això a part de la longitud dels vasos esportius, és fonamental el coneixement de la profunditat i el tancament de l'espai. Els vasos en un recinte tancat donen lloc, juntament amb els seus espais complementaris, a piscines cobertes. Els vasos esportius tenen unes dimensions molt definides pels reglaments de la competició, la resta de vasos s'adapten als requeriments de les activitats que s'hi desenvolupen (educatives, recreatives, de salut…).
- Sales - Espais esportius on es desenvolupen activitats en recinte tancat que no tenen els requeriments dimensionals de les pistes, per tant poden ser irregulars o fins i tot tenir pilars o columnes si no interfereixen amb l'activitat concreta que es desenvolupa a la sala. Les sales polivalents permeten el desenvolupament de diferents activitats (activitats dirigides, pilates, aeròbic, …), les sales especialitzades estan adaptades a un ús específic (musculació, cardiovascular, arts marcials, esgrima…).[4]

### Espais singulars
Espais construïts per a la pràctica esportiva, que encara que pugui estar reglada, presenten unes dimensions i característiques adaptades a cada tipus. Són espais més específics i generalment tenen unes condicions de demanda i uns requeriments espacials que fan que la seva distribució sigui desigual sobre el territori. Els espais singulars són els espais de pràctica característics d'instal·lacions com: camps de golf, estacions d'esquí, circuits de velocitat, carrils de bicicleta, camps de tir, etc. Tot i que aquests espais són molt nombrosos i variats, atenen a la seva implantació i les característiques específiques, es poden diferenciar els següents subgrups:
- Espais de golf - Camps i espais construïts per a la pràctica del golf en les seves diferents modalitats. camps de golf, pitch-and-putt, camp rústic, camp de pràctiques.
- Circuits de motor - Circuits i espais construïts específicament per a la pràctica d'activitats relacionades amb el motor (circuit de velocitat, motocròs, karts…).
- Circuit de cursa a peu - Circuits i recorreguts construïts específicament per córrer i caminar, poden disposar o no d'estacions intermèdies per a realització d'exercicis o d'obstacles en el recorregut.
- Circuit de bicicleta - Circuits i carrils de bicicleta construïts específicament per a aquesta activitat.

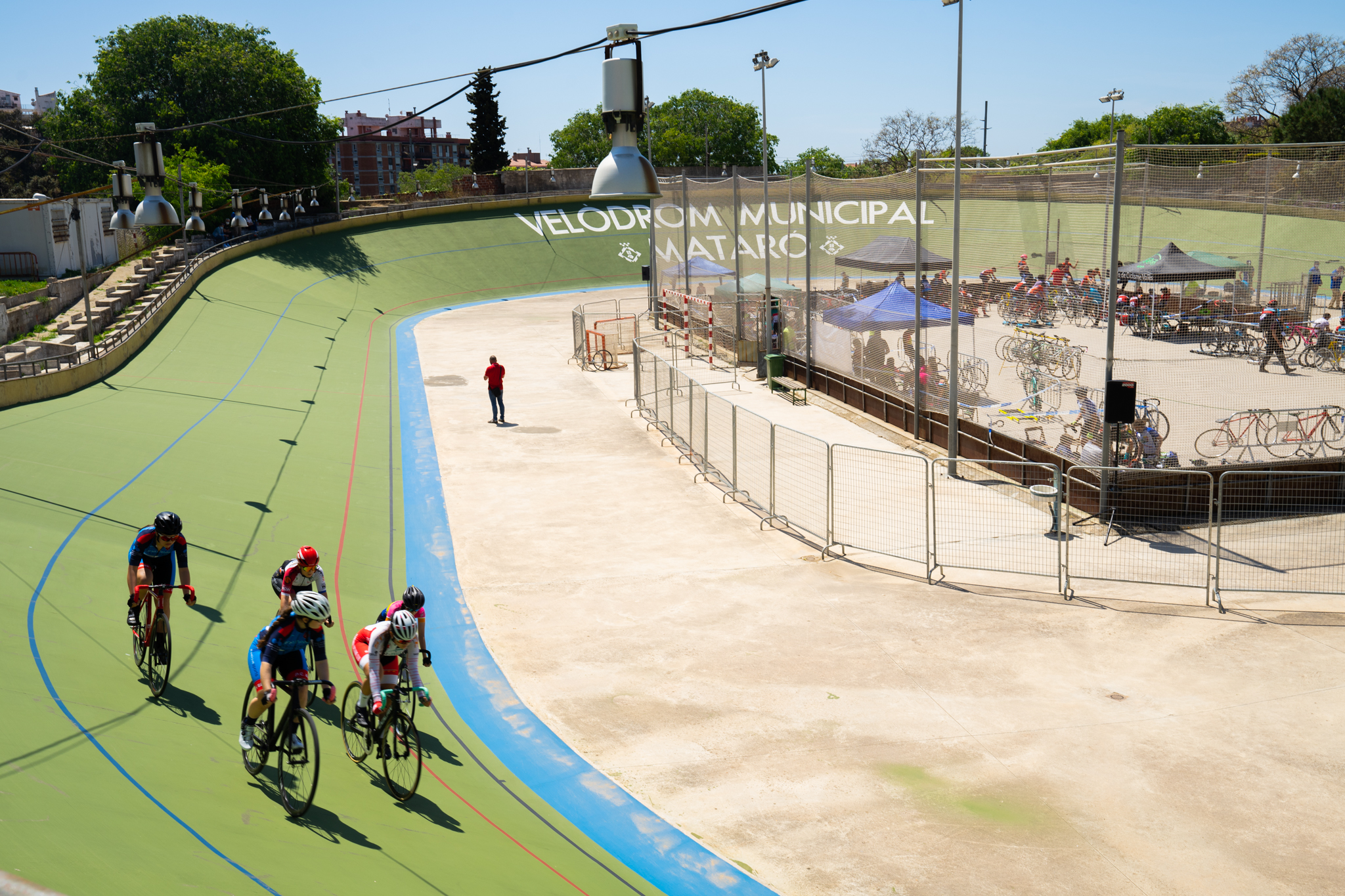
Velòdrom de Mataró

- Velòdrom de MataróCanal de rem i piragüisme - Canals i instal·lacions artificials per a la pràctica del rem i el piragüisme (canals d'aigües tranquil·les, d'aigües braves…).
- Espais d'esports d'hivern – Espais esportius relacionats amb la pràctica d'esports d'hivern (pistes d'esquí, trampolins, pistes de surf de neu, circuit de fons i tir…).
- Espais d'hípica – Espais esportius relacionats amb l'hípica (pistes de curses hípiques, pistes de doma, picadors, pistes de salts…).
- Rocòdroms - Estructures artificials construïdes per a la pràctica d'esports de muntanya i escalada (rocòdroms, boulders, etc.)
- Espais de monopatí i patí en línia - Espais esportius construïts per a la pràctica d'activitats relacionades amb el monopatí i patí en línia (parc de patinatge…).
- Espais de modelisme – Espais esportius construïts per al desenvolupament d'activitats d'automodelisme o aeromodelisme.
- Camps de tir - Espais esportius construïts per al desenvolupament d'activitats relacionades amb el tir en les seves diferents modalitats (camps de tir al vol, al plat, precisió…).
- Espais per a jocs populars o tradicionals - Espais esportius construïts per al desenvolupament de jocs populars o tradicionals (pistes de bitlles, calva…).
- Altres espais singulars – Resta d'espais esportius construïts per al desenvolupament d'activitats no considerades en els apartats anteriors (camps de minigolf, bowling, camp de pesca simulada, banc fix de rem amb bassa…).[4]

### Àrees d'activitat
Espais no estrictament esportius, com són les infraestructures o els espais naturals, sobre els que es desenvolupen activitats fisicoesportives perquè s'han adaptat per al seu desenvolupament. La indefinició dels límits i característiques específiques d'aquestes àrees, dificulta el seu dimensionament i la recollida de dades d'aquestes. Les àrees d'activitat són els espais de pràctica característics d'instal·lacions com: ports esportius, refugis, aeròdroms, etc.

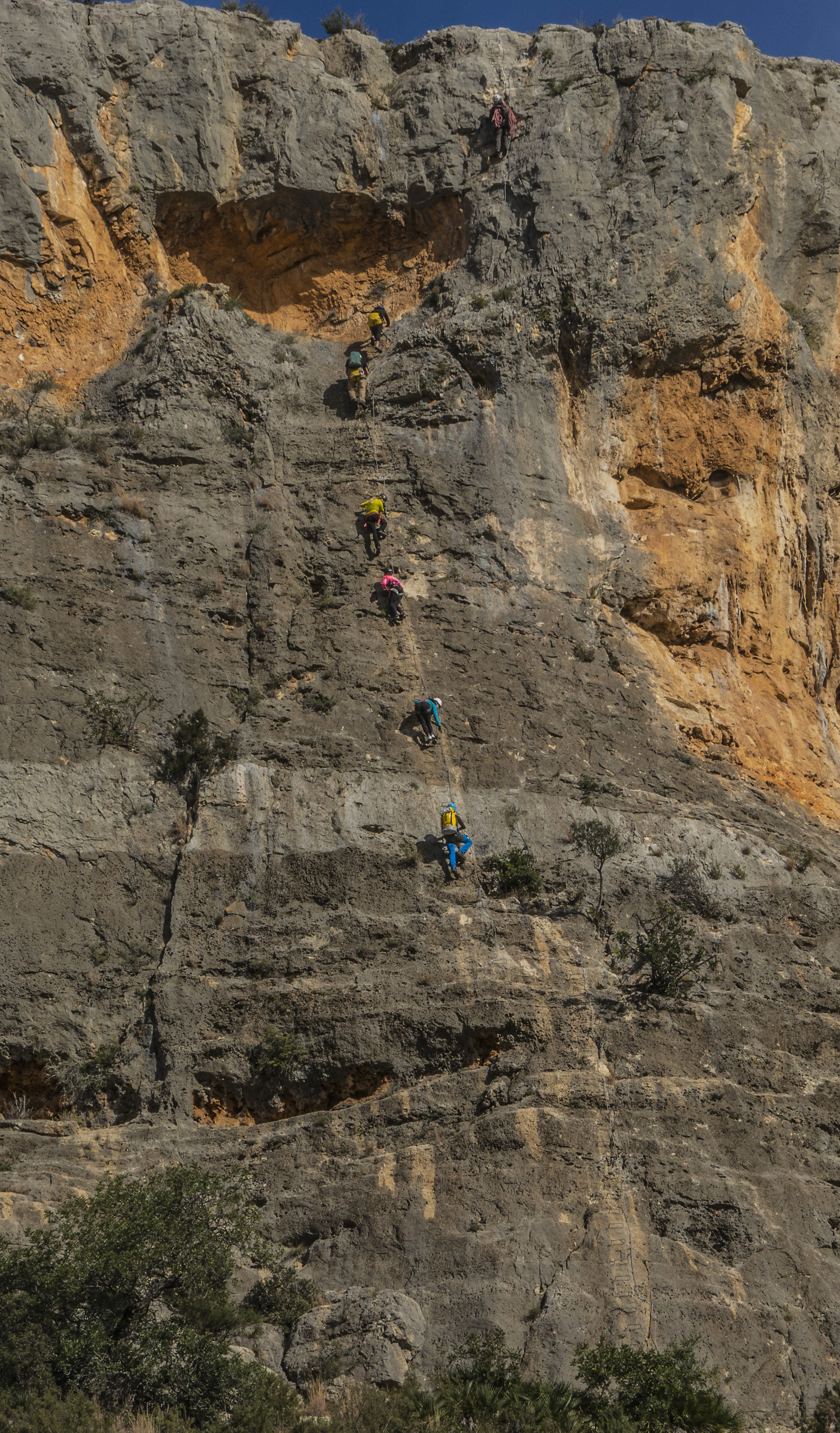
Via ferrada barranc del Castellet i font el Chorrico (País Valencià)

Bàsicament les àrees d'activitat es poden classificar segons el mitjà on es desenvolupa l'activitat:
- Àrees terrestres – Espais naturals o infraestructures en el medi terrestre que han estat adaptats per al desenvolupament d'activitats fisicoesportives (zones d'escalada, vies ferrades, rutes eqüestres, cavitats, vies verdes, senders, zones amb itineraris de BTT, …)
- Àrees aèries - Espais en el medi aeri que es fan servir habitualment o estan reservats per al desenvolupament d'activitats fisicoesportives relacionades amb el vol (vol amb motor, aerostàtic o sense motor) amb rampes d'enlairament i camps d'aterratge.

- Àrees aquàtiques – Espais en el medi aquàtic que es fan servir habitualment o estan reservats per al desenvolupament d'activitats fisicoesportives en aquest medi (zones de vela, zones d'activitats a motor, zones de rem i piragüisme, zones d'activitats subaquàtiques, zones d'activitat en platges i rius, barrancs,

Una mateixa instal·lació pot estar formada per espais esportius dels tres tipus. Per exemple, una estació d'esquí pot tenir espais convencionals (pista de gel, vas de piscina, sala de musculació), espais singulars (pista d'esquí alpí, pista de fons, rocòdrom...) i àrees d'activitat (senders, recorreguts senyalitzats, àrea de vol...).